# Dick Delicious and the Tasty Testicles
A Dick Delicious and the Tasty Testicles egy amerikai metal/punk együttes. 1992-ben alakult Atlantában. Négy nagylemezt adtak ki. A zenekar dalai humoros jellegűek, de egyben sértőek is. Ruyter Suys gitáros a Nashville Pussy nevű együttesből csatlakozott a zenekarhoz.
2003-ban elnyerték a "Howard Stern zenei kiválóság"-díjat.

## Diszkográfia
- I Wish I Was a Dog/Waking Up in a Pool of Vomit and Dirty Needles (EP, 1994)
- Dick Delicious and the Tasty Testicles (1995)
- We Sold Our Soul for Sloppy Wet Holes (2001)
- Bigger Than Ron Jeremy (2001)
- Vulgar Display of Obscurity (2011)